# Гагаузька мова
Гагаузька мова або ґаґаузька мова (гаг. gagauz dili, gagauzça) — мова гагаузів, одна з тюркських мов. Поширена на території Молдови (Автономне територіальне утворення Гагаузія), в Одеській області України, а також незначними ареалами — на території Казахстану й Узбекистану.
Кількість мовців — приблизно 150 000 осіб. Виокремлюються два діалекти гагаузької мови — чадирлунзько-комратський (центральний) і вулканештський (південний), функціонують також мішані говірки.

## Класифікація
Гагаузька мова належить до огузької групи тюркської сім'ї мов. Схожа на турецьку мову. Поширена гіпотеза про походження гагаузької мови з печенізької[джерело?].

## Історія
До переселення на початку XIX століття великої кількості гагаузів з північно-східної Болгарії до Бессарабії гагаузька мова відчувала на собі вплив навколишніх балканських мов, а також сусідніх турецьких говірок, після переселення відчутний вплив на неї чинили румунська та російська мови.
Зрештою гагаузька мова набула багатьох рис, не властивих фонетичному та граматичному ладові тюркських мов.

## Фонетика
На фонетичному рівневі відбувається артикуляційне зближення звуків і звукосполук гагаузького мовлення зі звуками мов-сусідів, наприклад: значна палаталізація приголосних перед голосними переднього ряду і в кінці слова, поява на початку слова приголосних сполук бл, бр, гр, кр, тр, сл, ск, ст, сп (результат впливу чужомовної лексики), зближення фразової інтонації з інтонацією румунської та російської мов.
На фонологічному рівні специфікою гагаузької мови є голосний заднього ряду середнього піднесення, що позначається в абетці літерою «э» (відповідає болгарському ъ, румунському ă), котрий за лінією гармонії голосних є корелятом голосного переднього ряду середнього піднесення «е», наприклад, у словах алер «бере», гидер «іде».
Гагаузька фонетична система відрізняється наявністю довгих голосних фонем аа, ии, оо, уу, ее, іі, öö, ÿÿ, єє, протиставлених системі коротких голосних а, и, о, у, е, і, ö, ÿ, є.

## Графіка
Писемність гагаузької мови була запровадження на основі кириличної абетки 1957 року.
З 1990-х років переведено на латинську абетку, модернізовану за турецьким зразком (з додаванням літер Ä і Ţ для позначення специфічних звуків).

### Кирилична абетка гагаузької мови
| А а | Ä ä | Б б | В в | Г г | Д д | Е е | Ё ё |
| Ж ж | З з | И и | Й й | К к | Л л | М м | Н н |
| О о | Ö ö | П п | Р р | С с | Т т | У у | Ӱ ӱ |
| Ф ф | Х х | Ц ц | Ч ч | Ш ш | Щ щ | Ъ ъ | Ы ы |
| Ь ь | Э э | Ю ю | Я я |     |     |     |     |

### Латинська абетка гагаузької мови
| А а | Ä ä | B b | C c | Ç ç | D d | Е е | F f |
| G g | H h | I ı | İ i | J j | K k | L l | M m |
| N n | O o | Ö ö | Р р | R r | S s | Ş ş | T t |
| Ţ ţ | U u | Ü ü | V v | Y y | Z z |     |     |

## Морфологія
Морфологічна система гагаузької мови відрізняється наявністю інфінітивів на -маа/-мää, наприклад, алмаа «брати», вермää «давати», наявністю умовного способу дієслів, відносного займенника áени «котрий», наявністю численних сполучників і сполучних слів (утворених переважно з питальних займенників і прислівників).

## Синтаксис
Серед синтаксичних специфічних рис — значне поширення сполучникових і безсполучникових складнопідрядних речень; практично не вживаються віддієслівно-іменні та дієприкметникові конструкції, характерні для інших тюркських мов; наявні структурно нові типи складеного присудка, переважно з формами умовного способу, з інфінітивом, зі словами наявності та відсутності вар «є» та йок «немає». Норми порядку слів у розташуванні частин складнопідрядного речення наблизилися до норм слов'янських мов.

## Лексика
У лексиці гагаузької мови багато запозичень з арабської, перської, грецької, слов'янських і романських мов.

## Приклад
«Заповіт» Тараса Шевченка гагаузькою мовою (переклав Діоніс Танасоглу) (подано кирилицею)
| НАСААТ Тӓ ӧлдӱйнӓн мезарлайын: Сиз бени; курган ко олайым, Севги Украйнам; Степлернӓ топлайын: Гӧрӱнсӱн кырлар гениш хеп, Днепр бойларыннан, Сеслейим, ниӂӓ йылларлан: Уулдээр ӱфкейлӓн. Ташыйыр Украйнадан о: Мави денизӓ уз: Душман каннарны — да бӓн: Кыр, байыр бракырым, Гӧклерӓ чыкып калкырым: Аллаха каршымнан: Ийлейим. Озаманадан: Билмеерим аллаа бӓн. Сиз гӧмӱп бени калкынын: Зорбалыы копарын, Да душман мискин каныннан: Сербестлии серпидин. Хем бени о бӱӱк айлейлӓн, О ени айлейлӓн: Сиз унутмайын да анын: Ий, йалпак бир сӧзлӓн. |

Танасоглу Діоніс Миколайович (1922—2006) — гагаузький, прозаїк, драматург і перекладач. Автор роману «Довгий караван» про історичні шляхи, побут і звичаї гагаузів.